# Tanacetum richterioides
Tanacetum richterioides — вид рослин з роду пижмо (Tanacetum) й родини айстрових (Asteraceae); поширений у Центральній Азії.

## Опис
Багаторічна трава заввишки 6–35 см, кореневищна. Стебла поодинокі або скупчені, прямостійні або висхідні, ворсисті, особливо у верхній частині та під квітковими головами. Прикореневі та нижні стовбурові листки на ніжках до 4 см і мають пластини вузько еліптичні, 2.5–6 × 1.5–2 см, 2-перисті, обидві поверхні зелені або блідо-зелені, мало ворсисті; первинні бічні сегменти 4–10-парні; кінцеві сегменти вузько еліптичні. Середні та верхні стеблові листки схожі, поступово дрібніші. Квіткові голови поодинокі, кінцеві. Язичкові квітки червоні або пурпурно-червоні, верхівка дрібно 3-зубчаста. Період цвітіння: серпень — вересень.

## Середовище проживання
Поширений у Центральній Азії: Казахстан, Киргизстан, Таджикистан, Узбекистан, Сіньцзян (Китай). Населяє луки, гірські схили, алювіальні місця.